# Swamp Blues
Der Swamp Blues ist eine weiterentwickelte und sehr spezialisierte Form des Louisiana Blues, in dem die langsam trottenden Rhythmen und das entspannte Spiel noch mehr in den Vordergrund treten. Der Einfluss von Cajun-Musik und Zydeco aus Louisiana sind ebenfalls zu hören.

## Typische Vertreter
- Nathan Abshire
- Tab Benoit
- Cookie & The Cupcakes
- Guitar Junior
- Slim Harpo
- Joe Hudson
- Lazy Lester
- Lightnin’ Slim
- Lonesome Sundown
- Katie Webster
- Whispering Smith
- John Butler Trio
- Kenny Neal
- Tabby Thomas